# Kamnicko-Savinjské Alpy

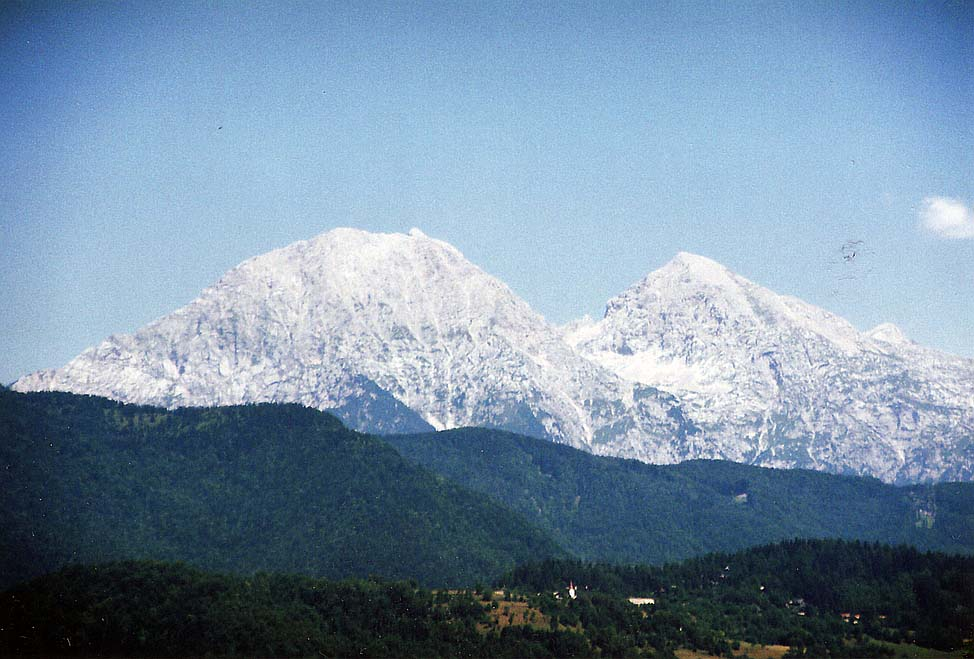
Jezerska Kočna a Grintovec

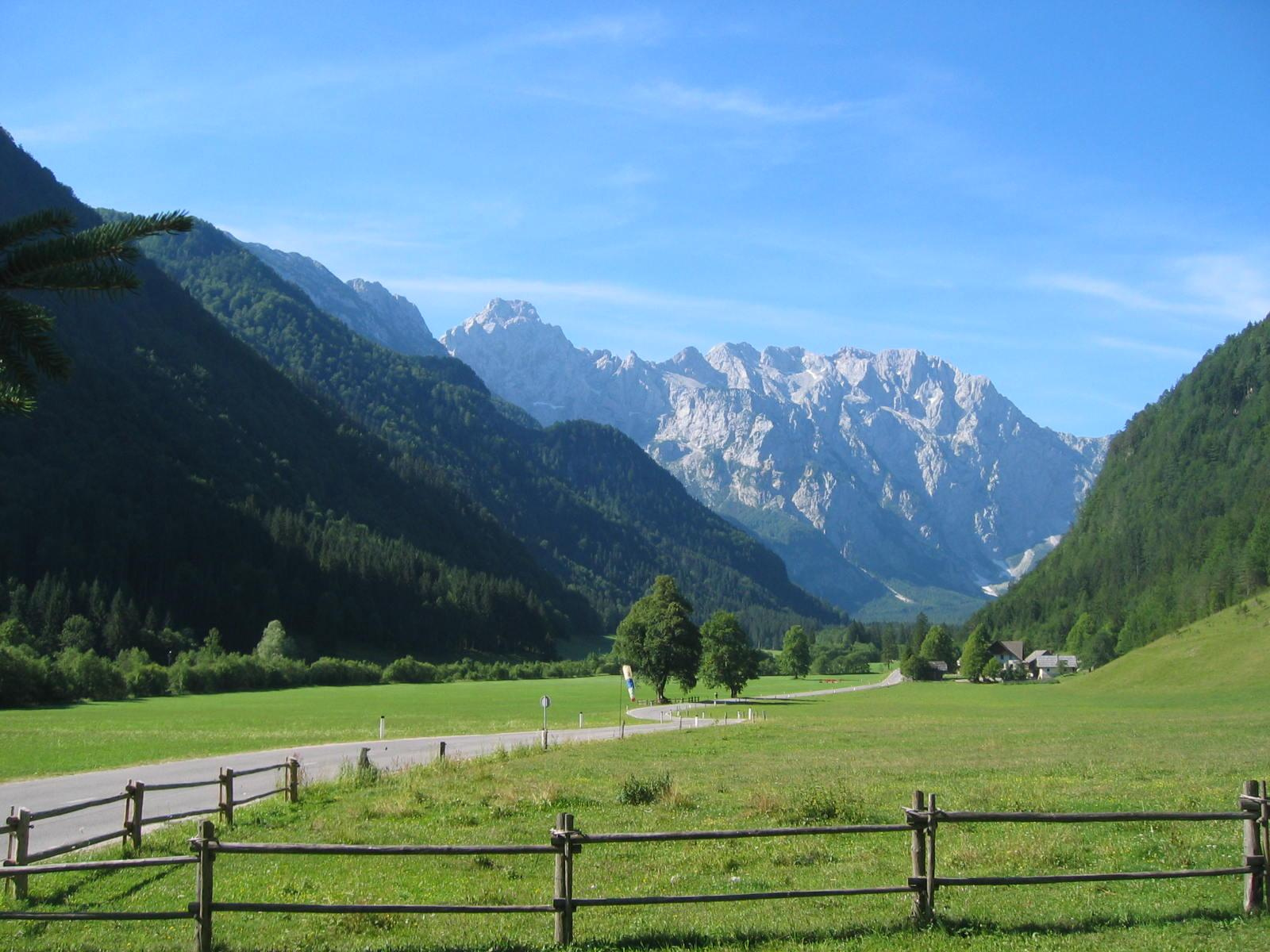
Logarská dolina

Kamnicko-Savinjské Alpy (slovinsky Kamniško-Savinjske Alpe, německy Kamnitz und Steiner Alpen nebo Steiner Alpen) jsou horstvo na severu Slovinska a menší částí také na jihu Rakouska. Svou geologickou stavbou je velmi podobné nedalekým Julským Alpám. Patří do systému Slovinských Alp a řádově do soustavy Jižních vápencových Alp. Zaujímají plochu 988 km², nejvyšší horou je slovinský Grintovec (též Grintavec) – 2588 m n. m. na západě masivu. Kamnicko-Savinjské Alpy představují druhé nejvyšší horstvo ve Slovinsku; na jejich území leží nejjižnější bod Rakouska.

## Pojmenování
Pojmenování severní Kamnické části pohoří pochází od jména města Kamnik. Ve slovinštině je odvozeným názvem pohoří Kamniške Alpe. V češtině se vyskytují varianty Kamnické Alpy nebo Kamnišské Alpy.
Jižní část – Savinjské Alpy – se do češtiny přepisuje jako Savinjské Alpy, Savinské Alpy i Saviňské Alpy.

## Poloha
Sever území je vymezen na hranicích s Rakouskem hřebenem Mrzle gory, západ tvoří údolí řek Tržiška Bistrica, Lomščica a Reka. Východ oblasti je ohraničen horním tokem řeky Kokra. Jih pohoří spadá do Lublaňské kotliny.

## Členění pohoří
Celou oblast dělíme na několik horských celků.
Centrální hřeben je nejvyšší a zároveň nejrozsáhlejší částí. Je tvořen jednolitou páteří hor táhnoucí se ve směru západ – východ a dělíme jej na další celky – Grintavce, Planjavy a Ojstrice. Od severu zasahuje do skupiny údolí Ravenska Kočna, od východu zpřístupňuje pohoří nejkrásnější údolí Savinjských Alp – Logarské údolí, které se točí k jihu kolem řeky Savinje a tvoří tak jeho východní hranici. V centrální skupině leží turisticky nejatraktivnější štíty pohoří (Jezerska Kočna, Grintovec, Skuta) s nejhustší sítí horských chat, tras a zajištěných cest. Výchozími místy jsou obce Jezersko na západě a Logarská dolina od severovýchodu.
Západně od hlavního hřebene leží další část hor – skupina Storžič. Má jasně vymezený protáhlý hřeben a tvoří výrazný val nad Ljubljanskou kotlinou. Na západě sousedí s Karavankami. Spadá prudce k jihu strmými skalnatými úbočími.
Další velmi výraznou skupinou Savinjských Alp je vysoce vyzdvižená část v hraničním hřebeni Mrzla gora. Hřeben ve tvaru písmene „U“ začíná na západě nad údolím Ravenské kočny a vrcholí mohutnou Mrzlou gorou.
Stranou hlavního hřebene leží další skupina Krvavce a Kalškého grebenu. Vrchol Krvavec ční ze středu vysoko položené náhorní planiny, která je zpřístupněna soustavou lanovek. V zimě využívána jako populární lyžařské středisko.
Další skupinou hor je Velika planina s průměrnou výškou 1800 m n. m. Navazuje od severu na skupinu Planjavy a Ojstrice, ležící v Centrálním hřebeni. Planina si zachovala tradiční ráz pastýřské osady a je jednou z největších a nejlépe zachovaných v Evropě. Zemědělci z údolí začali využívat horské pastviny v 15. stol., aby šetřili úrodnější půdu v údolích pro pěstování obilí, pícnin a dalších zemědělských plodin. Místní salaše dodnes patří ke statkům v údolí a zákon zakazuje jejich samostatný prodej. Díky tomu se zde udržuje tradiční pastevectví. Na Veliké Planině se pase tři měsíce od června do září.

Mezi další, ale méně významné skupiny Savinjských a Kamnických Alp patří masiv Raduhy (2062 m), Rogatce (1157m) a Meniny planiny.

### Vrcholy

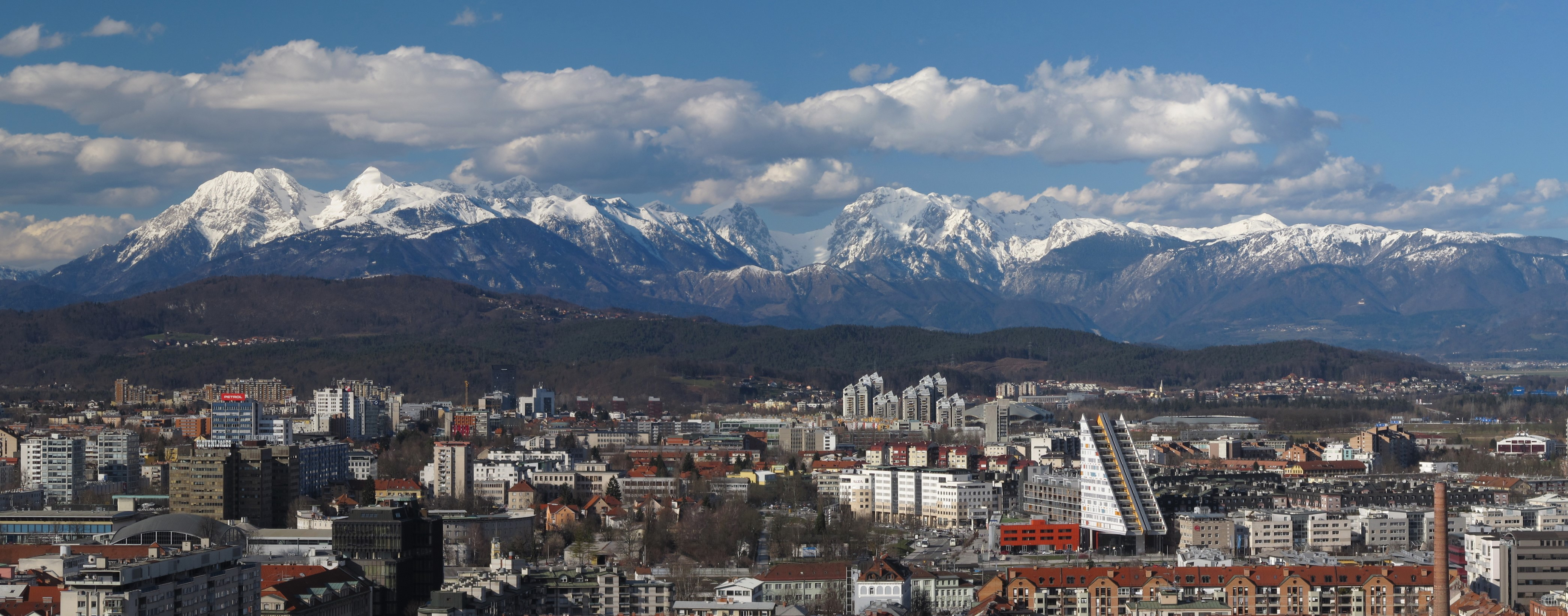
Pohled na Savinjské Alpy z Lublaňského hradu

| - Grintovec (2558 m) - Jezerska Kočna (2540 m) - Skuta (2532 m) - Kranjska Rinka (2453 m) - Planjava (2394 m) - Ojstrica (2350 m) - Brana (2252 m) | - Mrzla gora (2203 m) - Storžič (2132 m) - Velika Baba (2127 m) - Velika Raduha (2062 m) - Veliki Zvoh (1971 m) - Krvavec (1841 m) - Tolsti vrh (1715 m) |  |

## Vodstvo

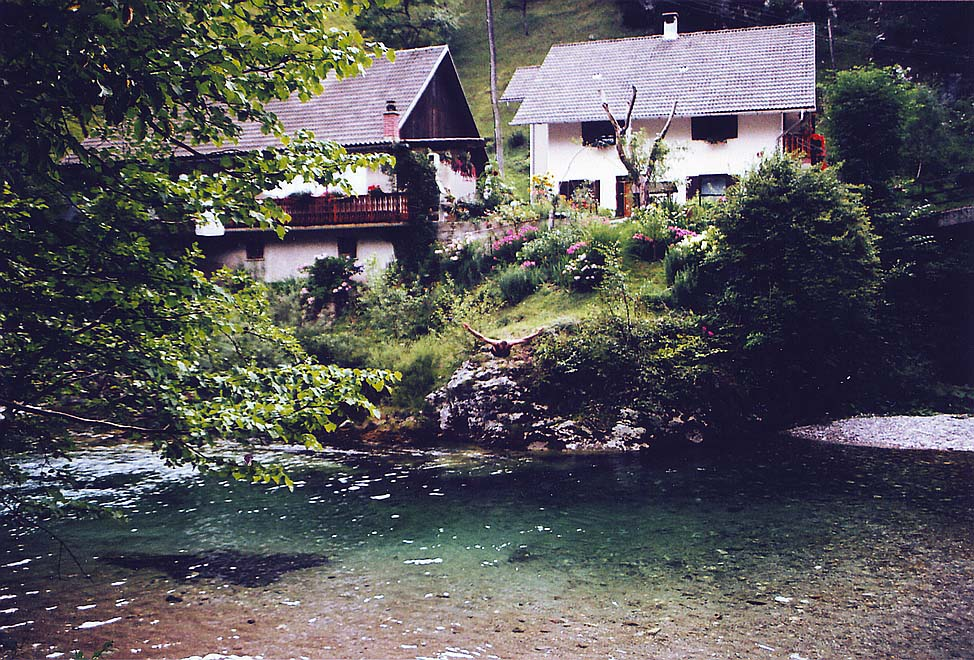
Na břehu řeky Kokry

Celá oblast je poměrně chudá na jezera. Největším jezerem je Planšarsko jezero nad Jezerskem. V pohoří pramení několik řek - Tržaška Bistrica, Kokra, Kamnická Bistrica a nejvýznamnější řeka Savinja. Také zde najdeme několik vodopádů. největším je Slap Rinka na konci Logarské doliny.

## Turismus
V celém pohoří je dostatečně hustá síť značených stezek, z nichž některé patří svou expozicí mezi nejnáročnější jištěné cesty ve Slovinsku. Také horských chat je dostatek a jsou na všech důležitých místech. Obyvatelé České republiky jsou nepřímo spojeni s chatou Češka koča, postavenou v r. 1900 českou sekcí Slovinského horolezeckého svazu (SPD). Výchozími body jsou obce Tržiška Bistrica, Jezersko, Savinja a další obce na jihu pohoří.